# Kateryniwka (rejon pokrowski)
Kateryniwka (ukr. Катеринівка) – wieś na Ukrainie, w obwodzie donieckim, w rejonie pokrowskim, w hromadzie Marjinka. W 2001 liczyła 778 mieszkańców.